# 군산지방해양수산청
군산지방해양수산청(群山地方海洋水産廳, Gunsan Regional of Oceans and Fisheries)은 대한민국 해양수산부의 소속기관이다. 2015년 1월 6일 발족하였으며, 전라북도 군산시 설림길 11에 위치하고 있다. 청장은 서기관 또는 기술서기관으로 보한다.

## 직무
- 해상운송사업, 선박 등록 및 검사
- 선원근로감독 등 선원 관련 업무
- 항만 운영 및 연안역 관리
- 전산기기 운영·관리와 전산업무 개발
- 항만건설공사, 항만재개발 및 항만시설 유지·보수
- 어항의 건설 및 관리
- 항로표지시설 설치·유지 및 보수
- 공유수면 관리·매립 및 연안 관리
- 해양환경보전
- 어업경영체의 등록 및 관리
- 자율관리어업공동체 지도에 관한 사항

## 연혁
- 1899년 5월 1일: 군산항 개항.
- 1946년 3월 1일: 미군정청 운수부 인천항무서 군산출장소(미군정청).
- 1955년 12월 12일: 해무청 소속으로 장항·군산지방해무청 설치. 장항지방해무청의 소속기관으로 당진·서산·대천출장소를, 군산지방해무청의 소속기관으로 부안출장소 설치.
- 1961년 10월 2일: 장항·군산지방해무청을 통합하여 교통부 소속 군산지방해운국으로 개편. 당진·서산·대천·부안출장소 폐지.
- 1965년 5월 1일: 장항출장소 설치.
- 1976년 3월 13일: 항만청 소속 군산지방항만관리청으로 개편.
- 1977년 12월 16일: 해운항만청 소속 군산지방해운항만청으로 개편.
- 1992년 2월 1일: 대산출장소 설치.
- 1996년 3월 14일: 대산출장소를 대산지방해운항만청으로 승격시켜 분리.
- 1996년 8월 8일: 해양수산부 소속으로 변경.
- 1997년 5월 24일: 군산지방해양수산청으로 개편.
- 1999년 5월 24일: 위성항법중앙사무소 설치.
- 2004년 2월 2일: 부안·고창해양수산사무소 설치.
- 2008년 2월 29일: 국토해양부 소속 군산지방해양항만청으로 개편. 해양수산사무소를 해양사무소로 개편. 부안·고창해양사무소 폐지.
- 2013년 3월 23일: 해양수산부 소속으로 변경.
- 2015년 1월 6일: 군산지방해양수산청으로 개편. 해양사무소를 해양수산사무소로 개편.
- 2015년 5월 26일: 위성항법중앙사무소를 국립해양측위정보원으로 개편하여 분리.

## 관할구역
- 충청남도 장항항
- 전라북도

## 조직

### 청장
- 운영지원과[1]
- 선원해사안전과[1]
- 항만물류과[1]
- 해양수산환경과[1]
- 항만건설과[1]
- 항로표지과[1]

## 소속기관

### 장항해양수산사무소
장항해양수산사무소(長項海洋水産事務所)는 장항항의 인·허가 및 물류수송의 체계적 관리를 위해 설립된 대한민국 해양수산부 군산지방해양항만청 소속기관으로 장항해양사무소장(5급)은 행정사무관·해양수산사무관·공업사무관 또는 방송통신사무관으로 보한다. 충청남도 서천군 장항읍 신창리 164-3에 위치하고 있다.

#### 연혁
- 1998년 2월 28일 해양수산부 군산지방해양수산청 장항출장소
- 2004년 2월 2일 해양수산부 군산지방해양수산청 장항해양수산사무소
- 2008년 3월 6일 해양수산부 군산지방해양항만청 장항해양사무소

#### 주요 업무
- 항만의 관리 및 운영에 관한 사항
- 선박의 입·출항 신고 및 항만시설사용허가(선석 및 정박지 지정에 관한 사항을 포함한다)
- 해상운송사업 및 항만운송사업에 관한 사항
- 선원수첩 및 해기사면허증 교부
- 개항질서 및 해상교통안전에 관한 사항
- 공유수면관리에 관한 사항
- 관공선의 관리·운영 및 지도

## 같이 보기
- 새만금군산경제자유구역청
- 서해해양경비안전본부
  - 군산해양경비안전서
  - 군산항해상교통관제센터
- 군산대학교